# Милютин, Владимир Васильевич
Владимир Васильевич Милютин (1873 — не ранее 1934) — инженер-технолог, член IV Государственной думы от Новгородской губернии.

## Биография
Потомственный почетный гражданин. Землевладелец (198 десятин), домовладелец города Череповца (два дома).
Высшее образование получил в Санкт-Петербургском технологическом институте, который окончил в 1895 году. Служил инженером-технологом. В 1911—1916 годах был управляющим Санкт-Петербургским городским водопроводом, состоял преподавателем Охтенского механико-технического училища. Дослужился до чина статского советника. Избирался гласным Череповецкого уездного и Новгородского губернского земских собраний.
В 1912 году был избран членом Государственной думы от 1-го и 2-го съездов городских избирателей Новгородской губернии. Входил во фракцию октябристов, после её раскола — в группу земцев-октябристов и Прогрессивный блок. Состоял секретарем комиссии о путях сообщения, а также членом комиссий: бюджетной, по народному образованию, по военным и морским делам, по рабочему вопросу. Был членом Санкт-Петербургского порайонного комитета по регулированию массовых перевозок грузов по железным дорогам (1912—1917) и членом Центрального военно-промышленного комитета.
Участвовал в Февральской революции. С 1 марта 1917 года был комиссаром Временного комитета Государственной думы в воинских частях, расквартированных в Петрограде. В марте—мае 1917 года был комиссаром ВКГД и Временного правительства в Особой комиссии по призрению раненных и увечных воинов, а также комиссаром по учреждениям, подведомственным Верховному совету по призрению семей лиц, призванных на войну, а также семей раненных и павших воинов. Участвовал в частных совещаниях членов Государственной думы.
После Октябрьской революции остался в Советской России. До 1930 года преподавал в Политехническом училище, подготовил проекты перестройки государственной литографии «Печать» и 4-го корпуса Апраксина двора (1930). В 1933—1934 годах занимался организацией водоснабжения фанерного комбината в поселке Правда на Урале. Дальнейшая судьба неизвестна.